# Maria di Padilla
Maria Giovanna o María Díaz, di Padilla o di Pedilla. (1334 circa – Siviglia, agosto 1361), fu prima amante e poi, dal 1353 al 1361, moglie segreta del re di Castiglia e León, Pietro I, quindi, pur se bigama, di fatto, per circa otto anni, fu la regina consorte di Castiglia e León.

## Origine[1][2][3][4]
Nobile castigliana, figlia di Juan Diego García de Padilla, primo Signore di Villagera, e di María Fernández de Henestrosa, parente di Giovanni Fernández de Henestrosa.

## Biografia

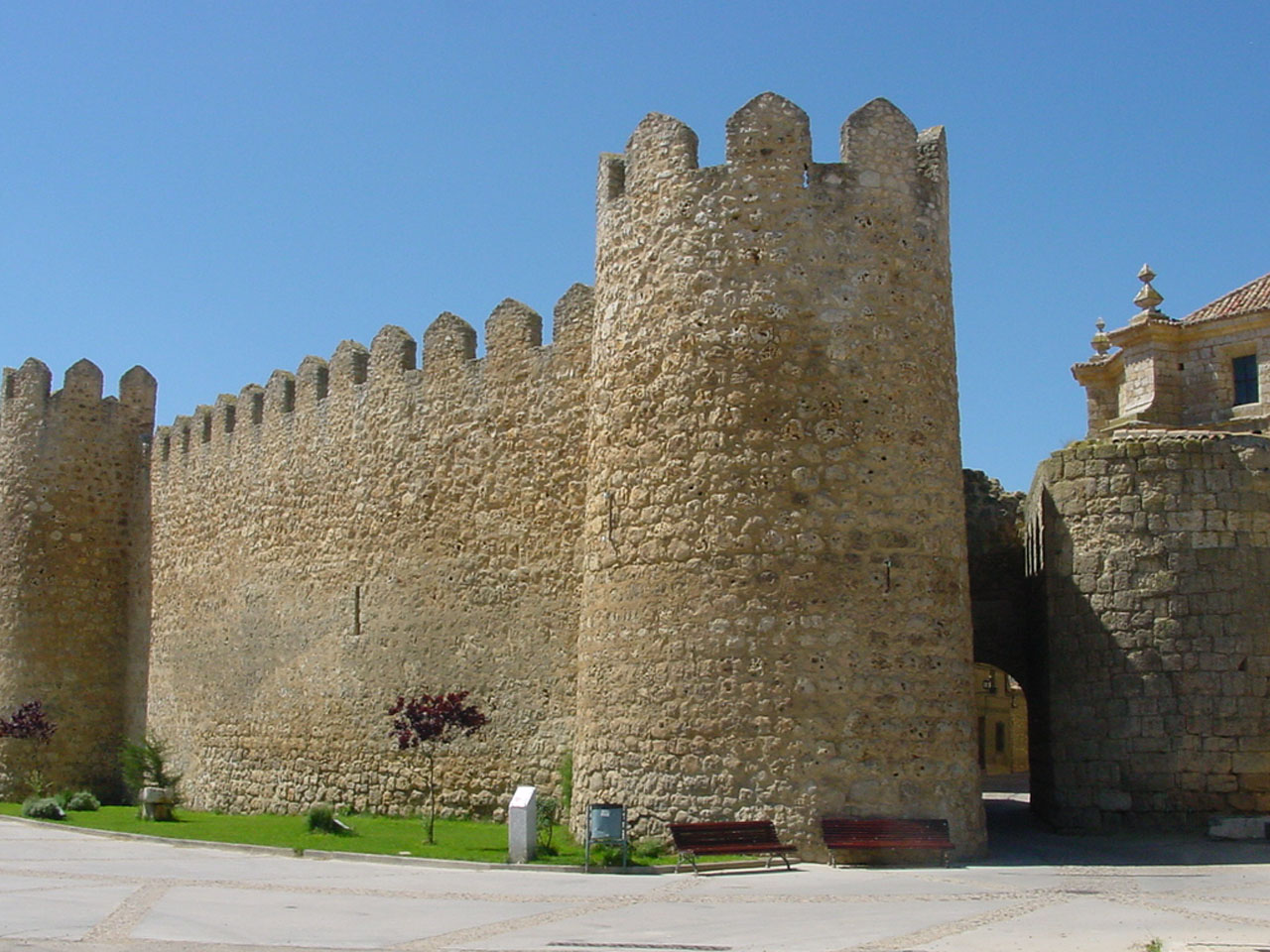
Mura di Urueña. Alla destra, la porta del Azogue

Maria fu presentata al giovane re di Castiglia e León, Pietro I, molto probabilmente nel 1351, quando quest'ultimo si trovava nella città di Sahagún, e ben presto ne divenne l'amante.
Sembra infatti che dopo la prima ribellione del 1351, dopo che la loro madre Eleonora di Guzmán era stata assassinata, i fratellastri del re di Castiglia (uno dei quali, Federico Alonso, era stato concorrente del re per l'amore di Maria), tra cui Enrico II, ottennero il perdono da Pietro I tramite Giovanni Fernández de Henestrosa, parente della madre di Maria di Padilla, a quei tempi già amante del re.
Nel 1352, la regina madre, Maria del Portogallo, aveva combinato per il figlio Pietro il matrimonio con la nipote del re di Francia, Bianca di Borbone, discendente da San Luigi IX da parte del padre, il duca Pietro I di Borbone, e da Filippo III di Francia da parte della madre Isabella di Valois. Il matrimonio fu celebrato, per procura, all'abbazia di Preuilly, il 9 luglio 1352.
Pietro però continuava ad avere la relazione con la sua amante, Maria.
Nel 1353, anche perché pressato dalla madre e dalla corte (soprattutto per la ricca dote di 300.000 fiorini che la Castiglia doveva incassare in rate annue di 50.000 fiorini) Pietro I fu obbligato a negare il suo legame con Maria di Padilla e, il 3 giugno, a Valladolid, fu costretto a sposare Bianca di Borbone, di persona; ma dopo solo 3 giorni la abbandonò (poi la ripudiò e, nel 1355, la fece imprigionare), per raggiungere e riprendere la relazione prematrimoniale con la sua amante, Maria di Padilla, che probabilmente sposò, in segreto, nel corso dello stesso anno e quindi in bigamia.
Nel 1354, grazie all'appoggio dei vescovi d'Avila e di Salamanca, Pietro I proclamò che il matrimonio con Bianca era nullo e sposò pubblicamente, a Cuéllar, nell'aprile 1354, una giovane vedova di nobile famiglia galiziana, Giovanna de Castro, sorellastra della sfortunata Inés de Castro. Sembra che anche Giovanna fu abbandonata pochi giorni dopo il matrimonio (che portò alla nascita di un figlio, nel 1355).
Questo comportamento del re provocò, sempre nel 1354, una ribellione guidata dal suo ex precettore, il nobile portoghese Giovanni Alfonso di Albuquerque, che morirà in ottobre per avvelenamento a Medina del Campo, e dai figli della Guzmán; nel 1355, con le sue truppe galiziane, si era unito ai ribelli, che ora avevano come guida Enrico di Trastámara, anche Fernando Ruiz de Castro fratello della terza moglie di Pietro, Giovanna, che era stata abbandonata.
Dopo aver espugnato Toledo, i ribelli conquistarono anche Toro, dove fecero prigioniero il re. Pietro I riuscì a fuggire e, convocate le Cortes, ottenne le truppe per riprendere le due città e porre fine alla ribellione.
Maria continuò a vivere con Pietro nel castello di Urueña, a circa una cinquantina di chilometri da Valladolid, sino alla morte che la colse a Siviglia nell'agosto del 1361.
L'anno seguente, Pietro I, per onorare la memoria di Maria, convocò le Cortes a Siviglia e dichiarò solennemente che la sua prima moglie era stata Maria di Padilla, con cui si era sposato in segreto di fronte a tre testimoni: il fratello di Maria, Diego García di Padilla, dal 1354 Gran Maestro dell'Ordine di Calatrava; Giovanni Alfonso de Mayorga, cancelliere del Sigillo Secreto; e Giovanni Pérez de Orduña, abate di Santander e suo cappellano. I tre testimoni giurarono in presenza delle Cortes che tutto ciò era vero.L'arcivescovo di Toledo espresse la sua approvazione e le Cortes riconobbero Maria di Padilla legittima regina e il suo figlio maschio, Alfonso, legittimo erede al trono.

## Figli[1][2][3][8]
Maria a Pietro diede quattro figli:
- Beatrice (1354 - 1369) l'erede al trono dal 1362; entrò nel monastero di Santa Clara di Tordesillas
- Costanza (1354 - 1394), sposò, come seconda moglie, Giovanni Plantageneto, I duca di Lancaster, figlio di Edoardo III d'Inghilterra e fu la madre di Caterina di Lancaster;
- Isabella (1355 - 1392), sposò Edmondo Plantageneto, I duca di York, figlio di Edoardo III d'Inghilterra
- Alfonso (1359 - 19 ottobre 1362), l'erede al trono, sino alla morte.